# Linia 6 metra w Madrycie
Linia 6 – szósta linia metra w Madrycie. Jest to linia okrężna, łącząca stacje Cuatro Caminos i Guzmán el Bueno. Cała linia liczy w sumie 28 stacji z peronami 115-metrowymi i o łącznej długości 23,5 km torów. Linia została otwarta w 1979.